# Amstel Gold Race 1985
La 20ª edición de la Amstel Gold Race se disputó el 27 de abril de 1985 en la provincia de Limburg (Países Bajos). La carrera constó de una longitud total de 242 km, entre Heerlen y Meerssen.
El vencedor fue el holandés Gerrie Knetemann (Skil-Sem-KAS-Miko) fue el vencedor de esta edición al imponerse en solitario en la línea de meta de Heerlen. El belga Jef Lieckens (Lotto-Merckx-Campagnolo-Vermarc Sport) y el también holandés Johnny Broers (Skala-Gazelle) fueron segundo y tercero respectivamente. 

## Clasificación final
| Pos. | Ciclista           | Equipo                                | Tiempo     |
| ---- | ------------------ | ------------------------------------- | ---------- |
| 1    | Gerrie Knetemann   | Skil-Sem-KAS-Miko                     | 6h 27' 45" |
| 2    | Jef Lieckens       | Lotto-Merckx-Campagnolo-Vermarc Sport | + 32"      |
| 3    | Johnny Broers      | Skala-Gazelle                         | + 32"      |
| 4    | Patrick Versluys   | Hitachi-Splendor-Sunair-Marc          | + 59"      |
| 5    | Phil Anderson      | Panasonic-Raleigh                     | + 1' 22"   |
| 6    | Nico Verhoeven     | Skala-Gazelle                         | m. t.      |
| 7    | Ludo Peeters       | Kwantum-Decosol-Yoko                  | m. t.      |
| 8    | Claude Criquielion | Hitachi-Splendor-Sunair-Marc          | + 2' 46"   |
| 9    | Johan Lammerts     | Panasonic-Raleigh                     | m. t.      |
| 10   | Marc Sergeant      | Lotto-Merckx-Campagnolo-Vermarc Sport | + 4' 04"   |